# 4278 Harvey
4278 Harvey è un asteroide della fascia principale. Scoperto nel 1982, presenta un'orbita caratterizzata da un semiasse maggiore pari a 2,2668852 UA e da un'eccentricità di 0,1773909, inclinata di 5,47187° rispetto all'eclittica.